# 161. Preis der Diana 2019
Der 161. Preis der Diana 2019 (voller Name 161. Henkel-Preis der Diana – German Oaks) fand am 4. August 2019 auf der Galopprennbahn Düsseldorf-Grafenberg statt. Der Rennverlauf wurde durch die beim Start reiterlos gewordene Stute Ismene massiv beeinträchtigt. Jockey Maxim Pecheur nutzte in einem der besten Ritte seiner Karriere diese Situation geschickt aus, um die vom Gestüt Brümmerhof gezogene und auch in dessen Besitz stehende Stute Diamanta als krasse Außenseiterin zum Sieg zu führen. Es war das 161. Rennen des seit 1857 ausgetragenen Preis der Diana. Das Stutenrennen war mit einer Summe von 500.000 € dotiert.

## Resultat
| Platz | Pferd          | Nr. | Abstand      | Gewinn    | Besitzer                   | Trainer         | Jockey          | Quote |
| ----- | -------------- | --- | ------------ | --------- | -------------------------- | --------------- | --------------- | ----- |
| 01    | Diamanta       | 12  | sicher       | 300.000 € | Gestüt Brümmerhof          | Markus Klug     | Maxim Pecheur   | 24,5  |
| 02    | Naida          | 10  | 1 3⁄4 Längen | 100.000 € | Gestüt Niederrhein         | Y. Almenräder   | B. Murzabayev   | 18,3  |
| 03    | Durance        | 02  | kurzer Kopf  | 050.000 € | Gestüt Ebbesloh            | Peter Schiergen | Andrasch Starke | 03,9  |
| 04    | Satomi         | 06  | Nase         | 027.000 € | Stall Helena               | Markus Klug     | R. Piechulek    | 18,9  |
| 05    | Akribie        | 01  | 1 ⁄4 Längen  | 013.000 € | Gestüt Röttgen             | Markus Klug     | A. de Vries     | 06,7  |
| 06    | Donjah         | 03  | kurzer Kopf  | 010.000 € | Darius Racing              | Henk Grewe      | A. Hamelin      | 04,7  |
| 07    | Skyful Sea     | 05  | 1⁄2 Länge    |           | Gestüt Bona                | Peter Schiergen | M.J. Dwyer      | 12,3  |
| 08    | Shining Pass   | 04  | 1 Länge      |           | Gestüt Wittekindshof       | Andreas Wöhler  | Eduardo Pedroza | 15,7  |
| 09    | Mythica        | 11  | Hals         |           | Gestüt Schlenderhan        | J.-P. Carvalho  | G. Mosse        | 18,9  |
| 10    | Apadanah       | 09  | Hals         |           | Darius Racing              | W. Hickst       | J. Mitchell     | 20,2  |
| 11    | Freedom Rising | 13  | 1⁄2 Länge    |           | Edergole Thoroughbred Ltd. | Y. Almenräder   | A.v.d. Troost   | 42,4  |
| 12    | Liberty London | 07  | 3⁄4 Länge    |           | Gestüt Ittlingen           | H.-J. Gröschel  | M. Casamento    | 29,7  |

## Bilder der Diana-SiegerinDiamanta

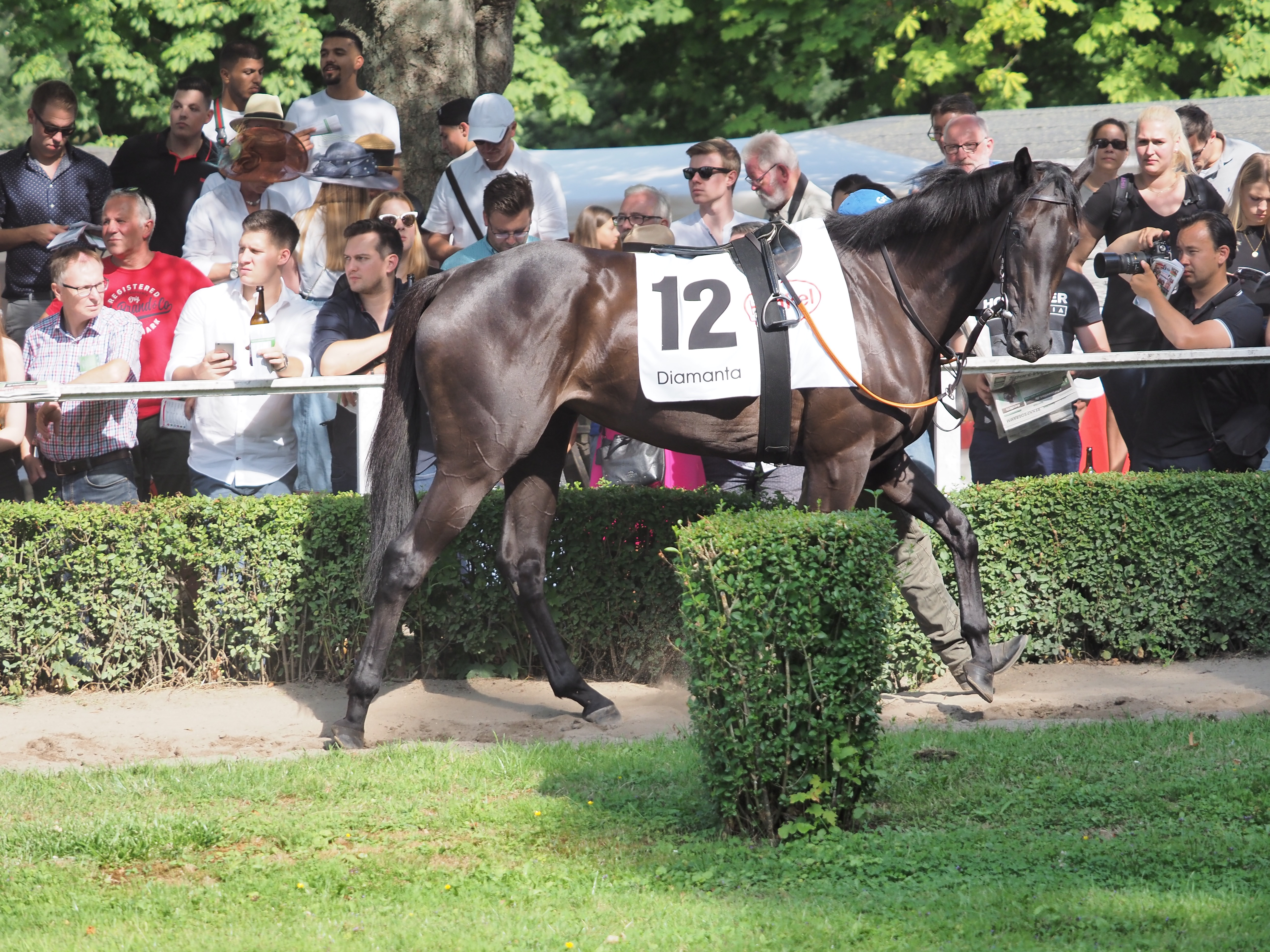
Diamanta im Führring
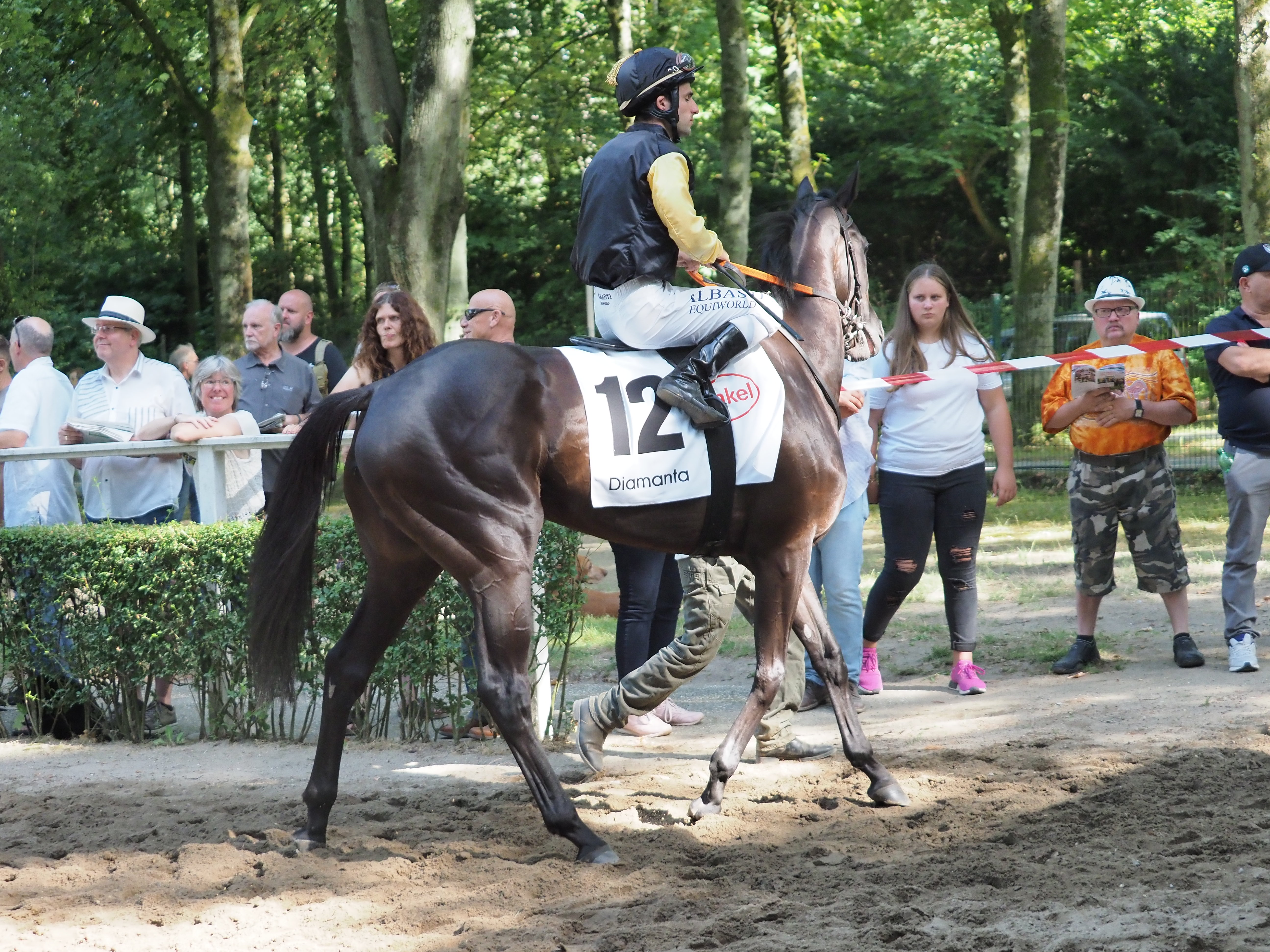
Diamanta mit Jockey Maxim Pecheur verlässt den Führring Richtung Rennbahn
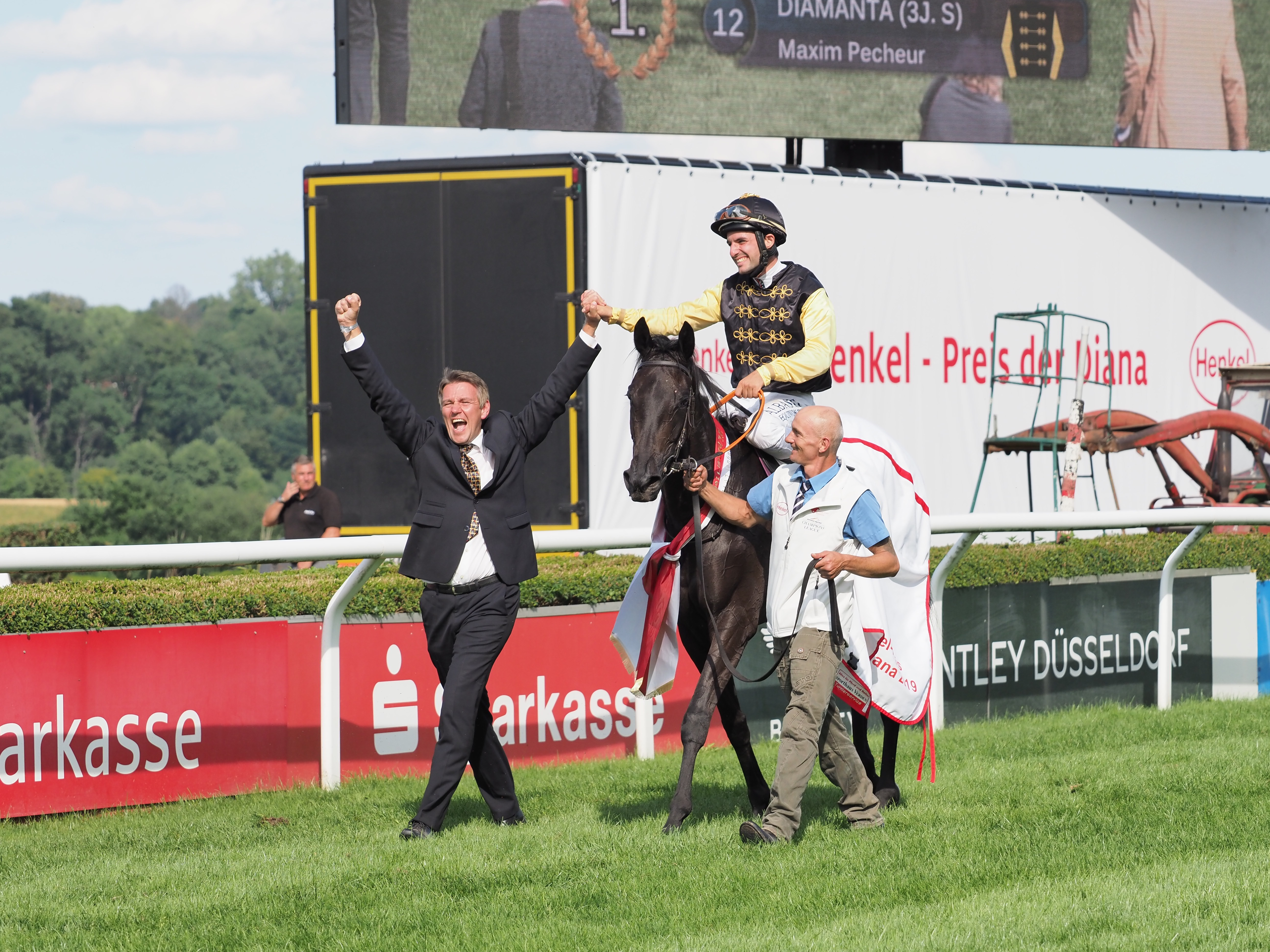
Diamanta nach dem Rennen mit Trainer Markus KLug und Jockey Maxim Pecheur
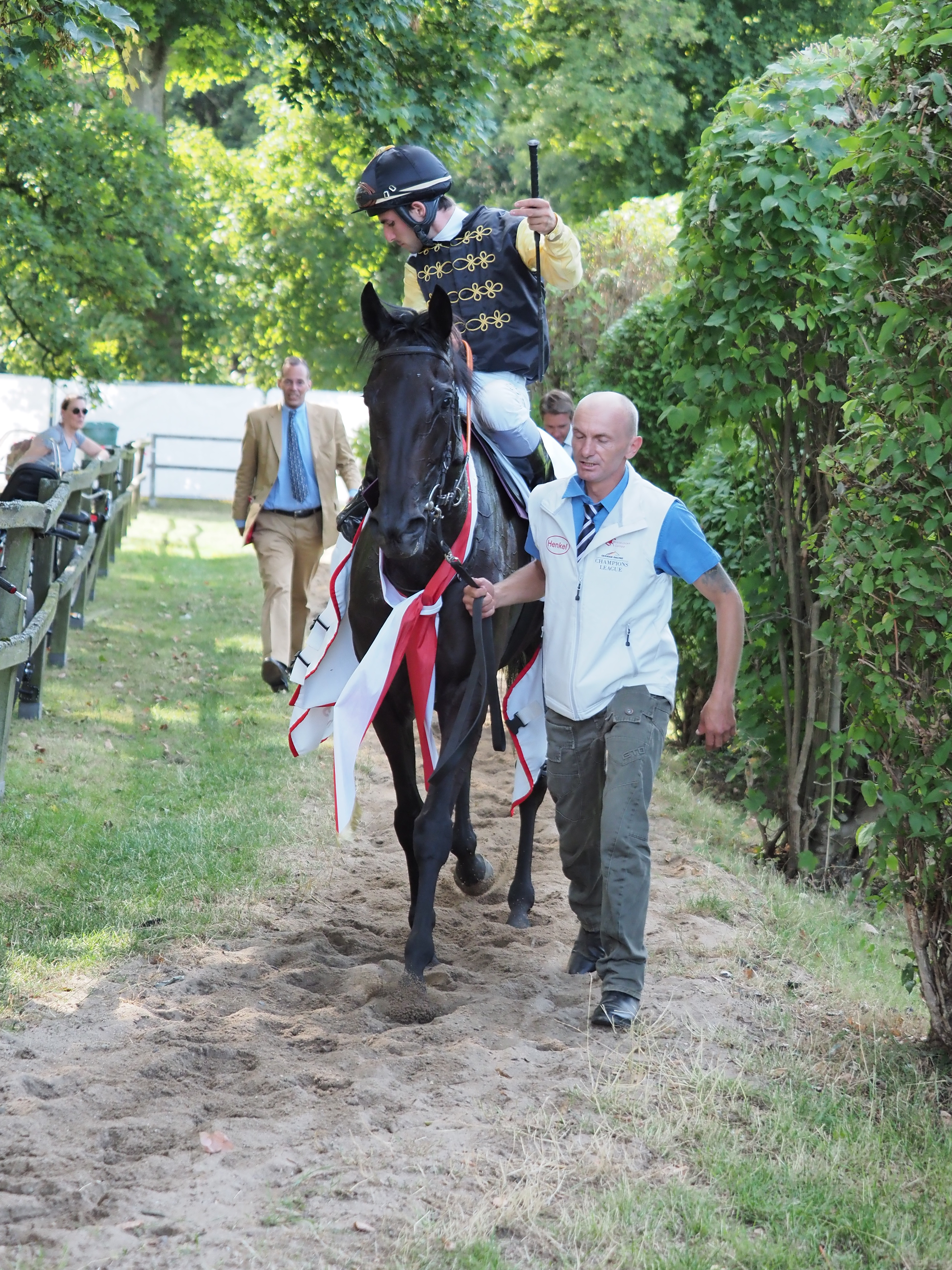
Diamanta auf dem Weg vom Geläuf zum Absattelring
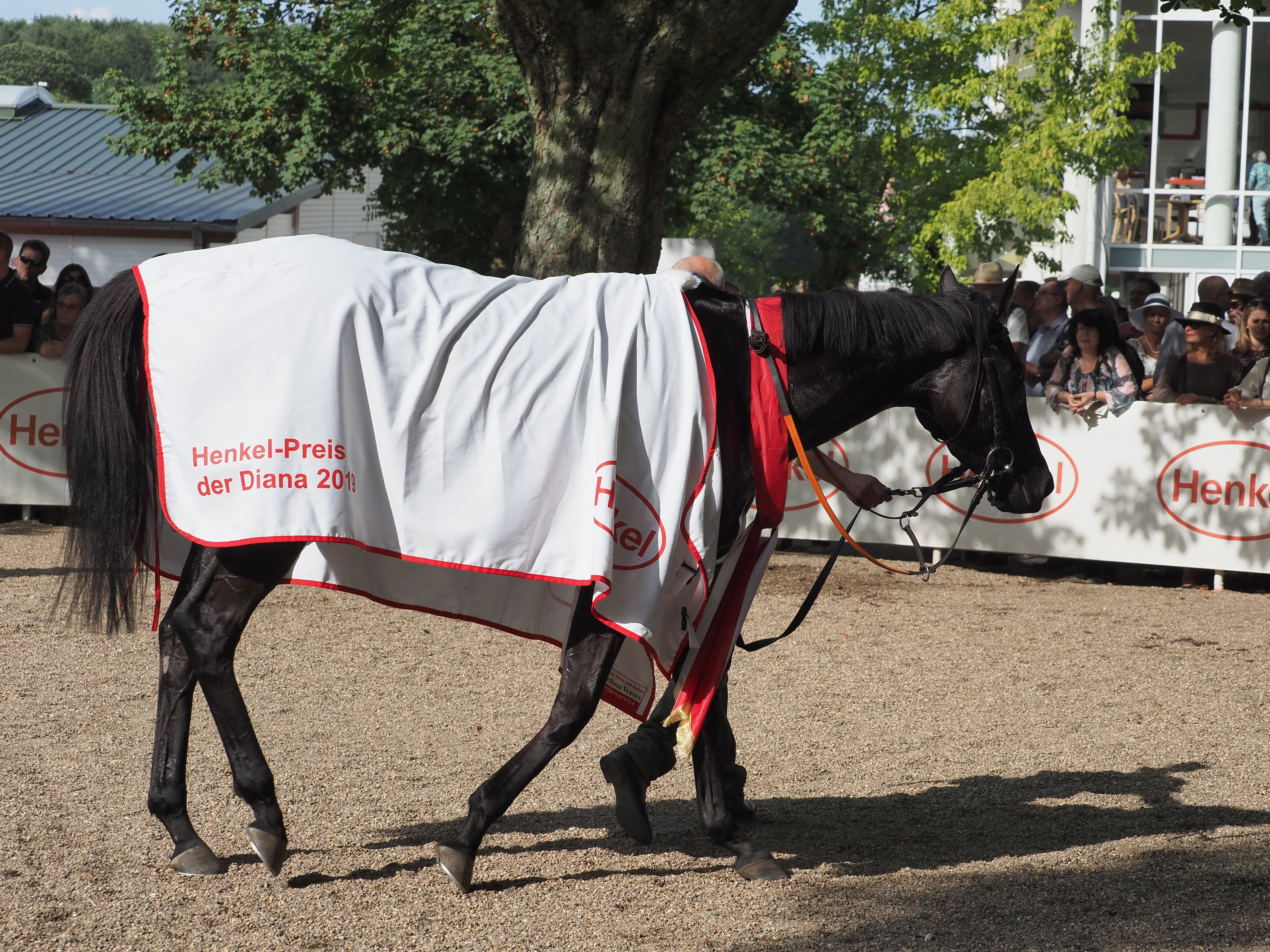
Diamanta im Absattelring

## Bilder der ZweitplatziertenNaidaund der DrittplatziertenDurance

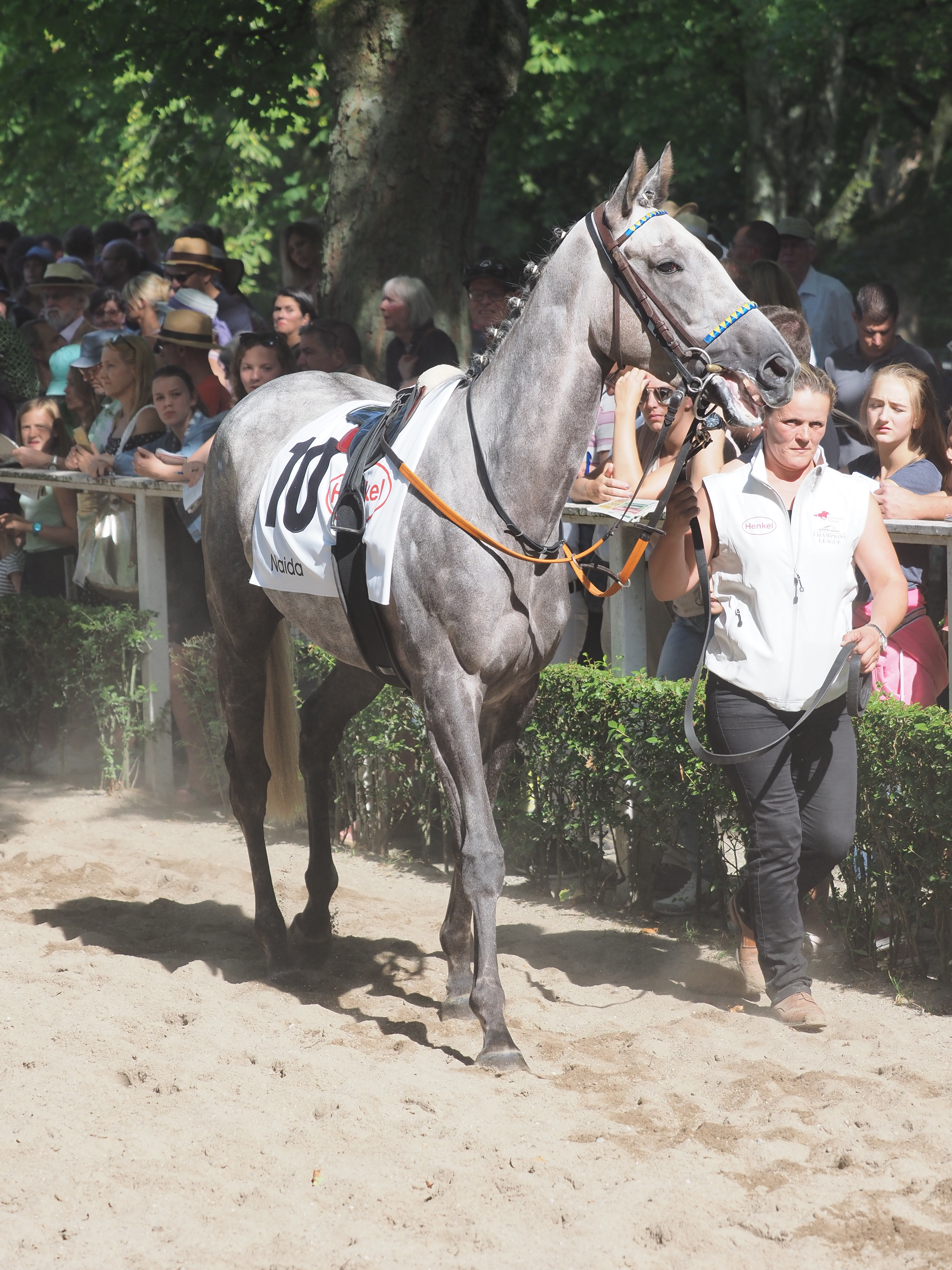
Naida
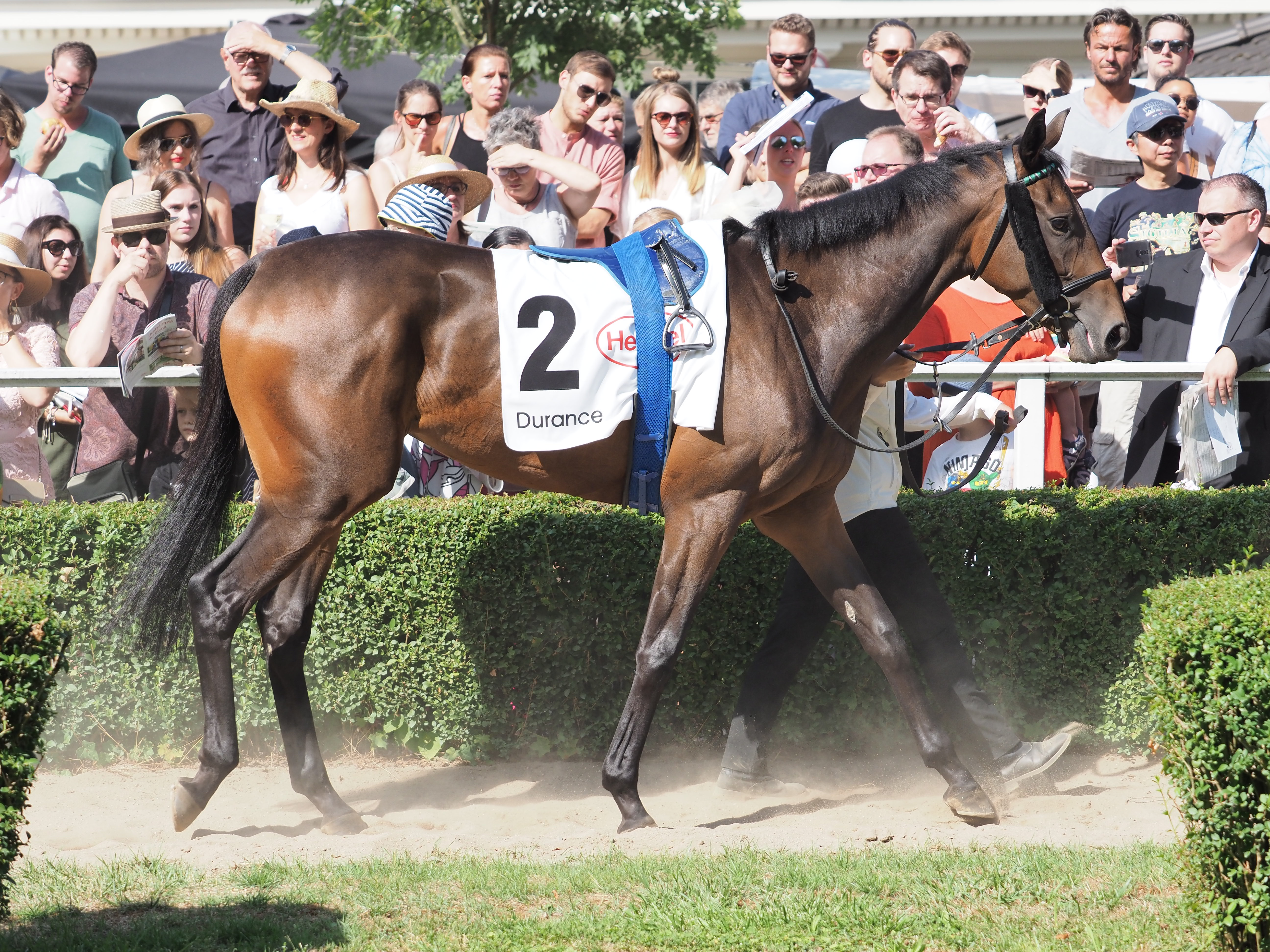
Durance

## Bilder vom Rennen

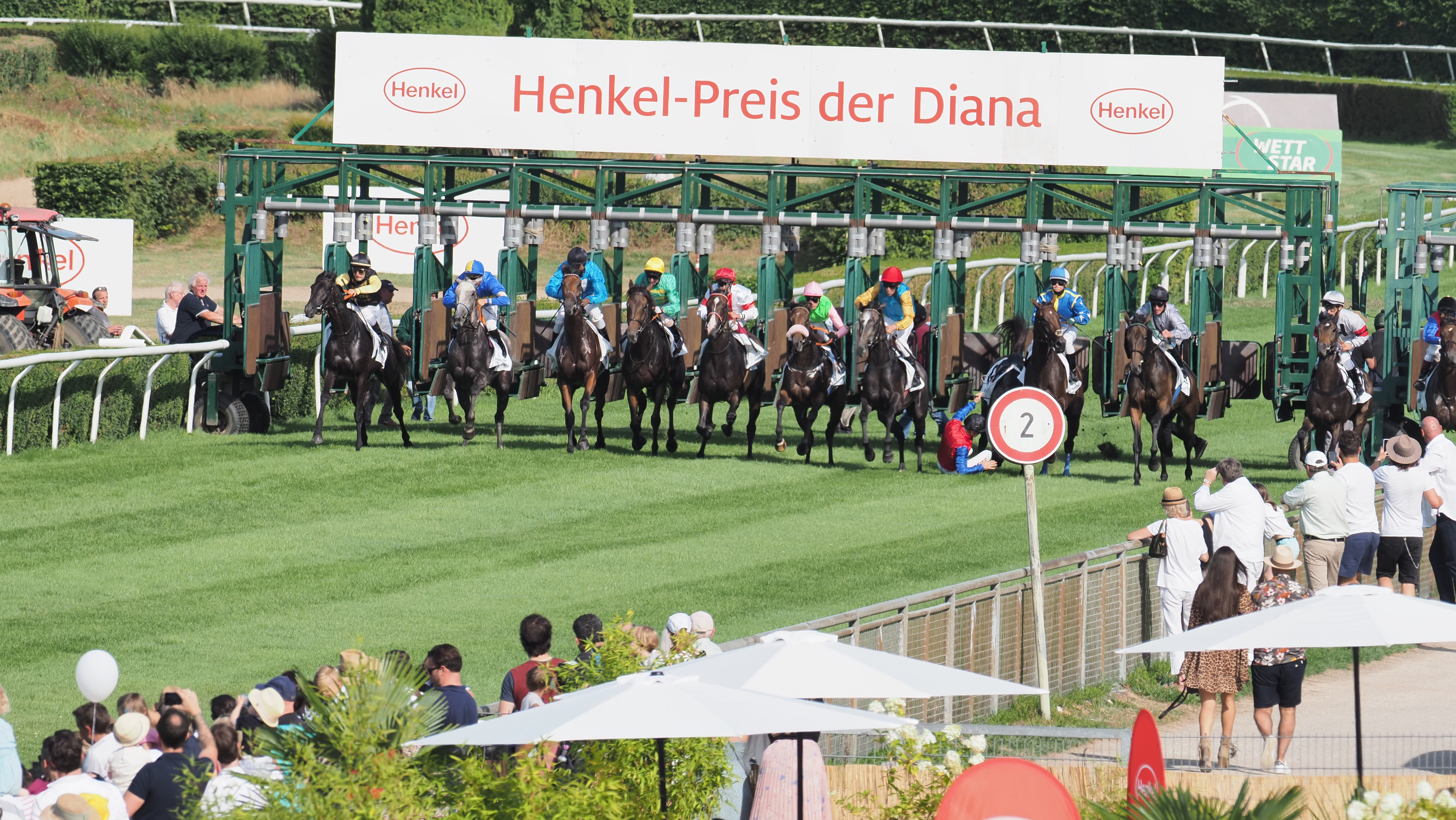
Start
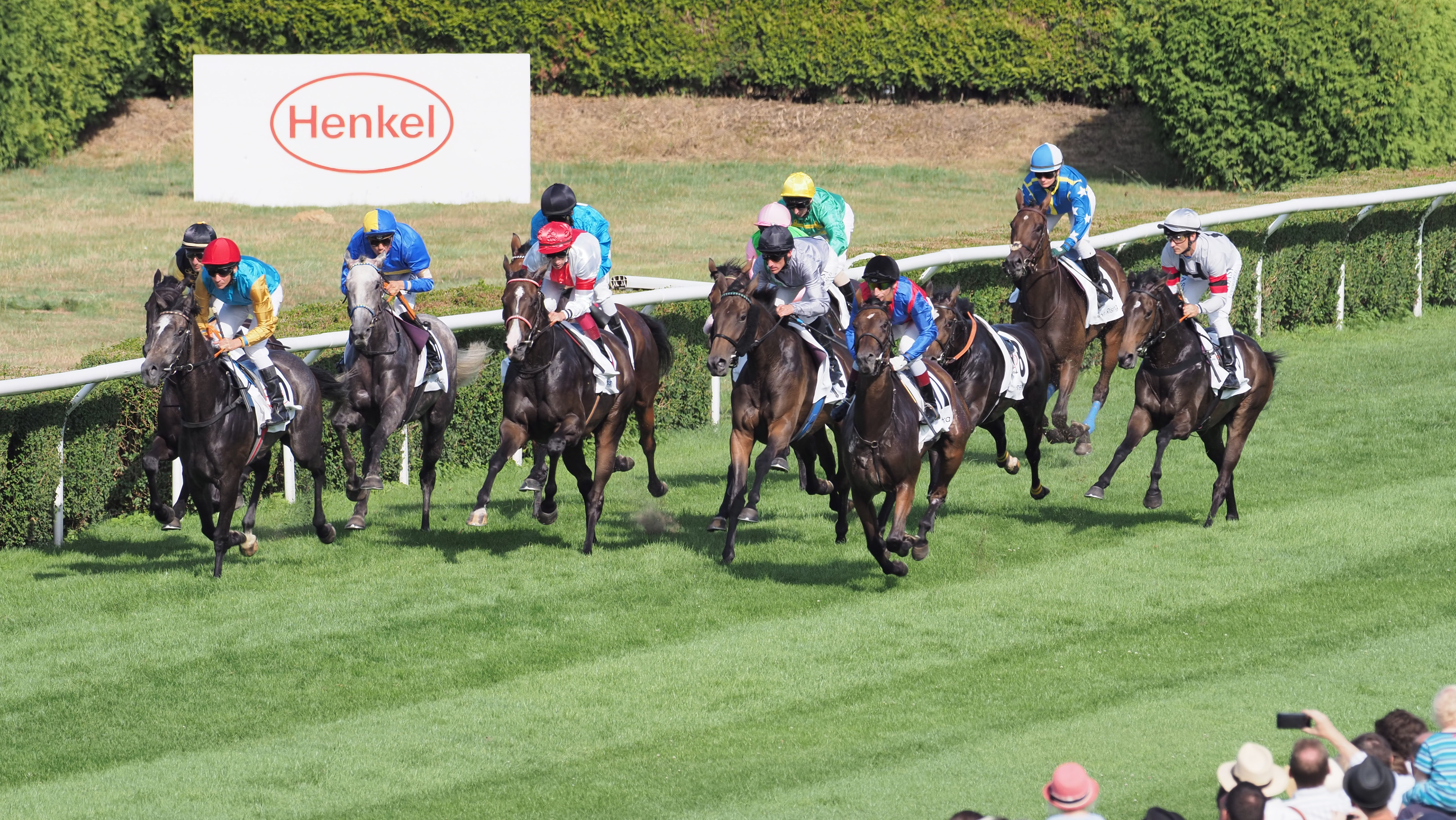
Das Feld sortiert sich nach dem Start
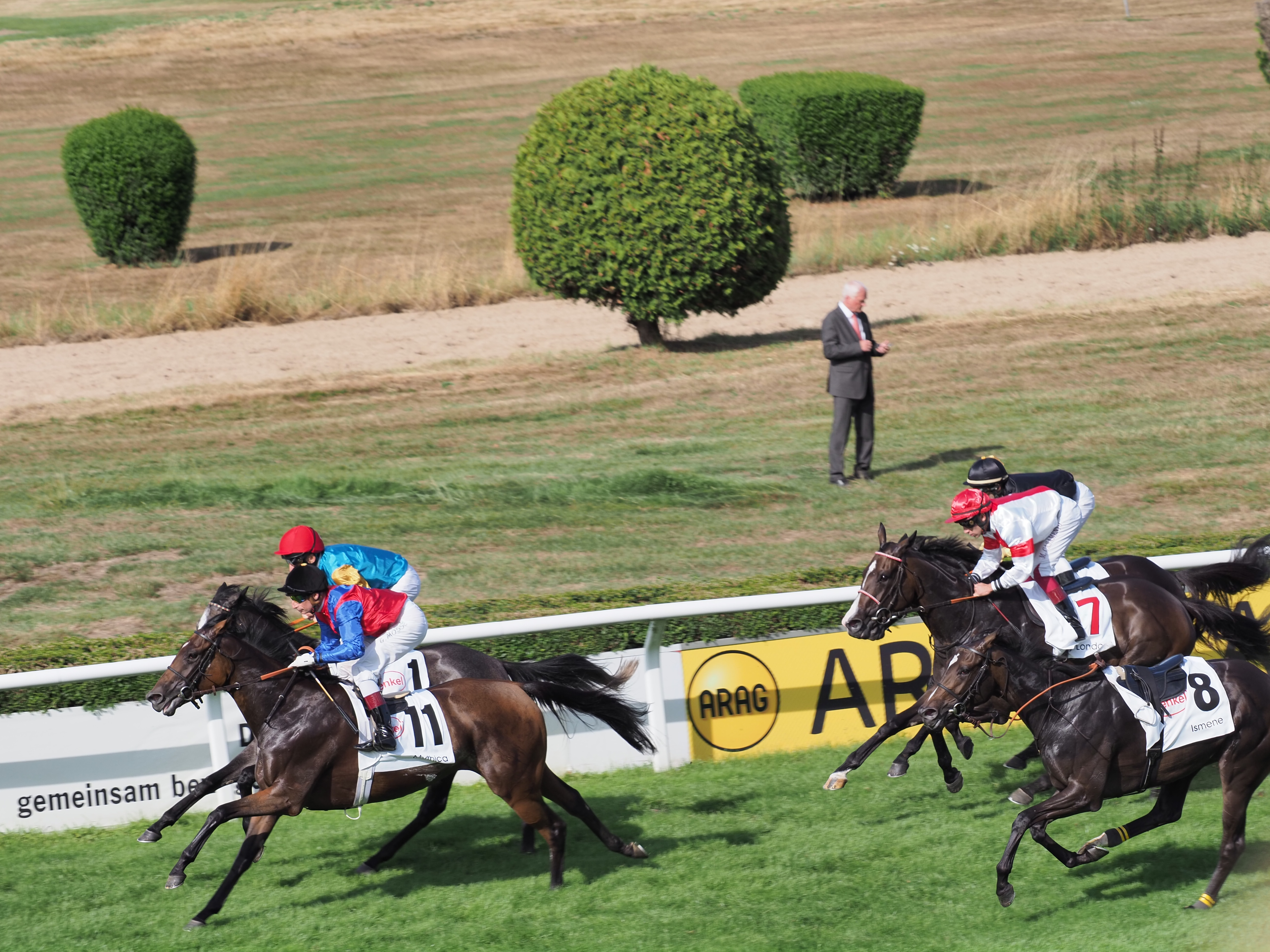
Mythica übernimmt die Führung knapp vor Akribie, der reiterlosen Ismene, Liberty London und Diamanta
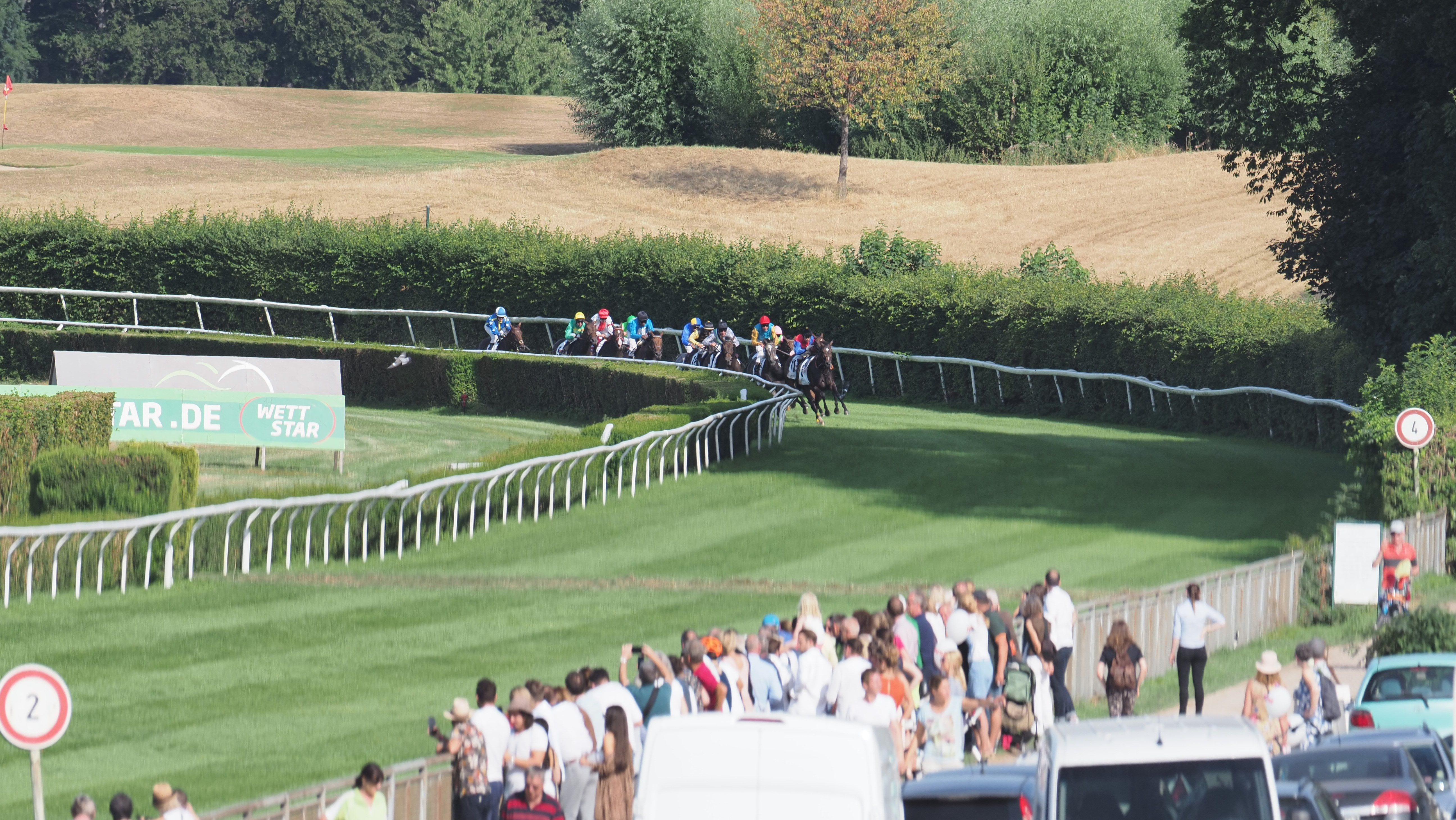
Die Pferde biegen auf die Zielgerade ein
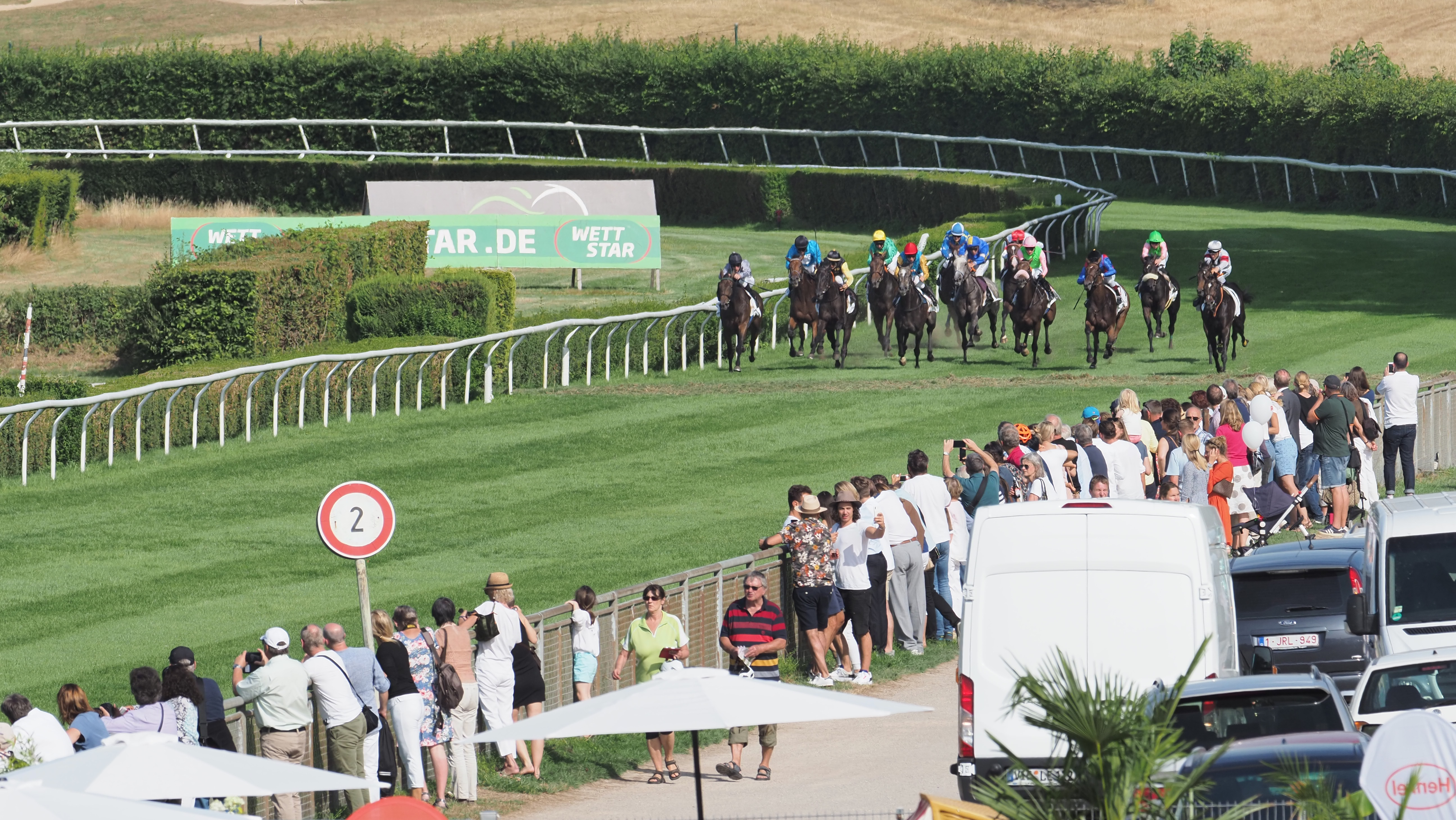
Der Endkampf beginnt
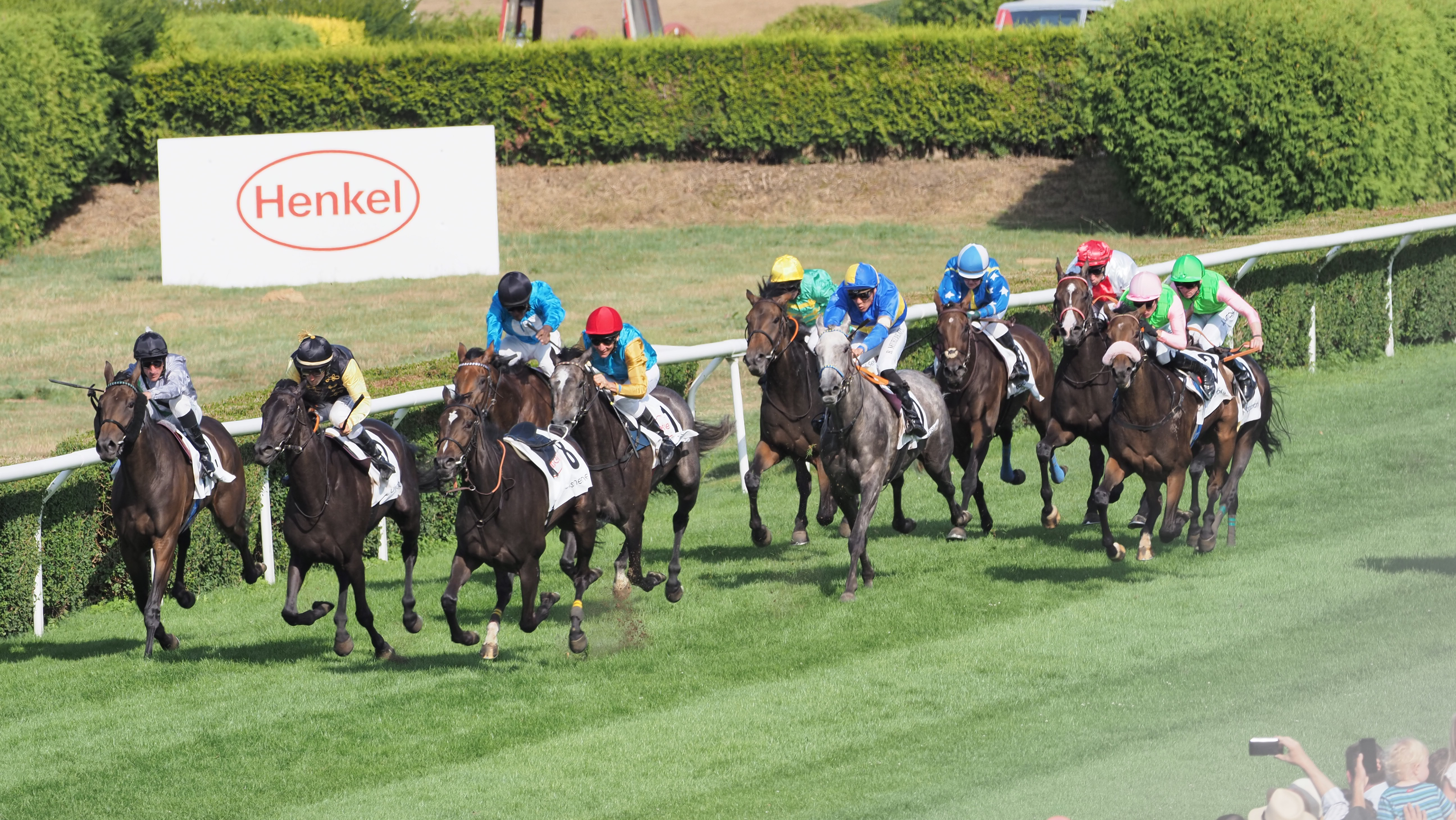
Durance führt vor Diamanta, der reiterlosen Ismene, Akribie, Shining Pass, Naida und Donjah
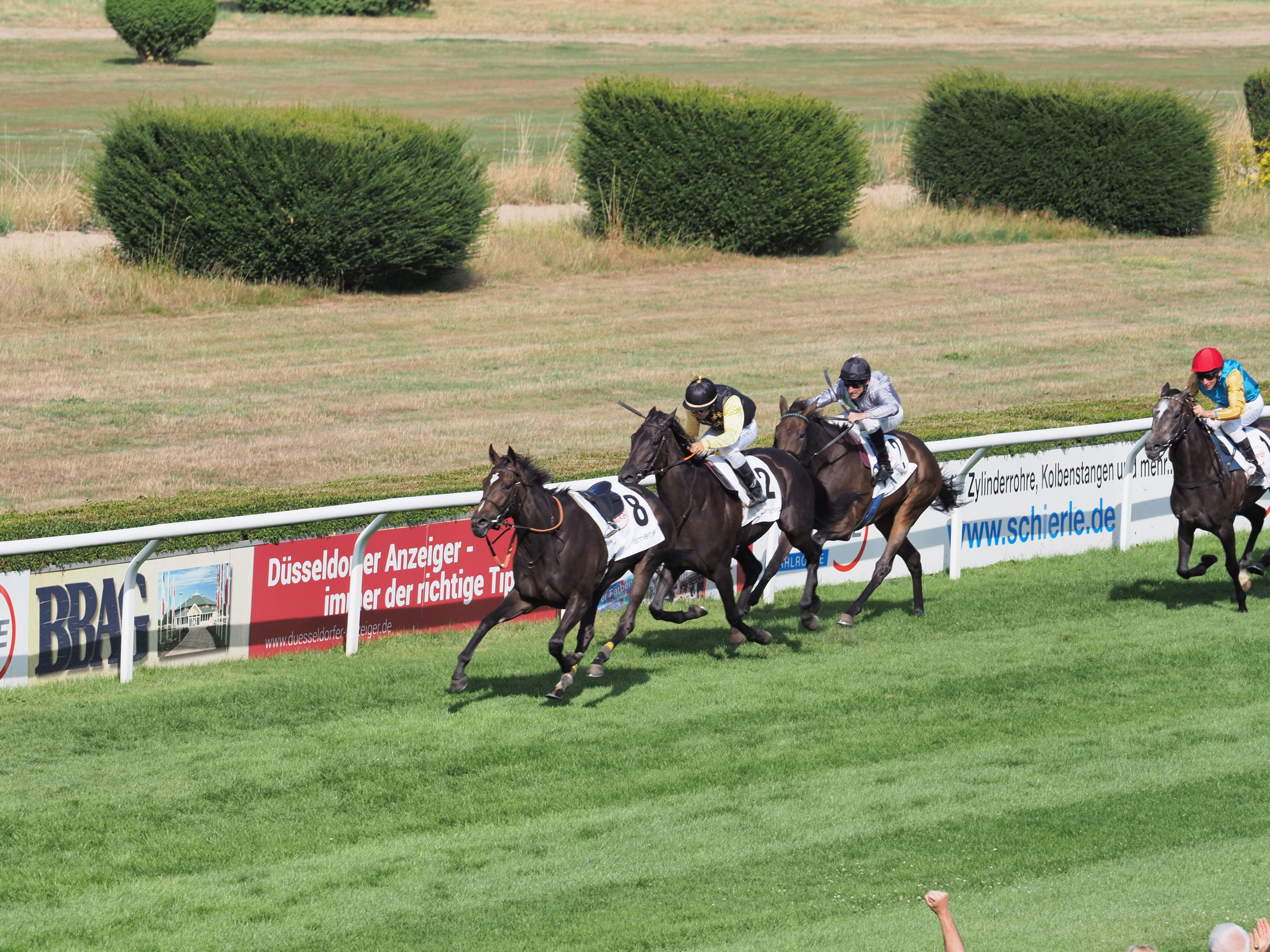
Die reiterlose Ismene führt vor Diamanta und den zurückfallenden Pferden Durance und Akribie.
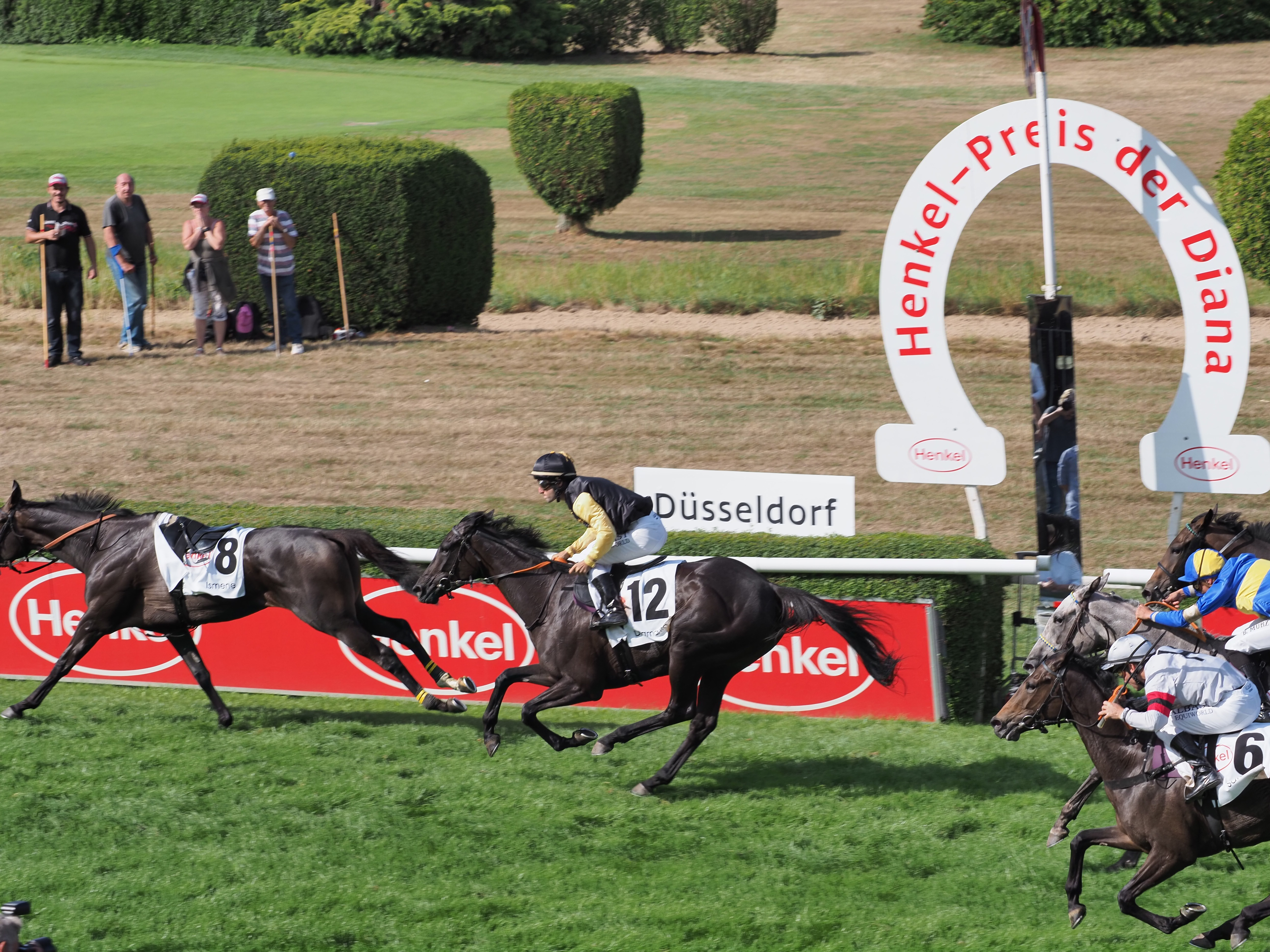
Diamanta siegt vor Naida (hinter Satomi), Durance (hinter Naida) und Satomi (Vordergrund)

## Bilder von der Siegerehrung

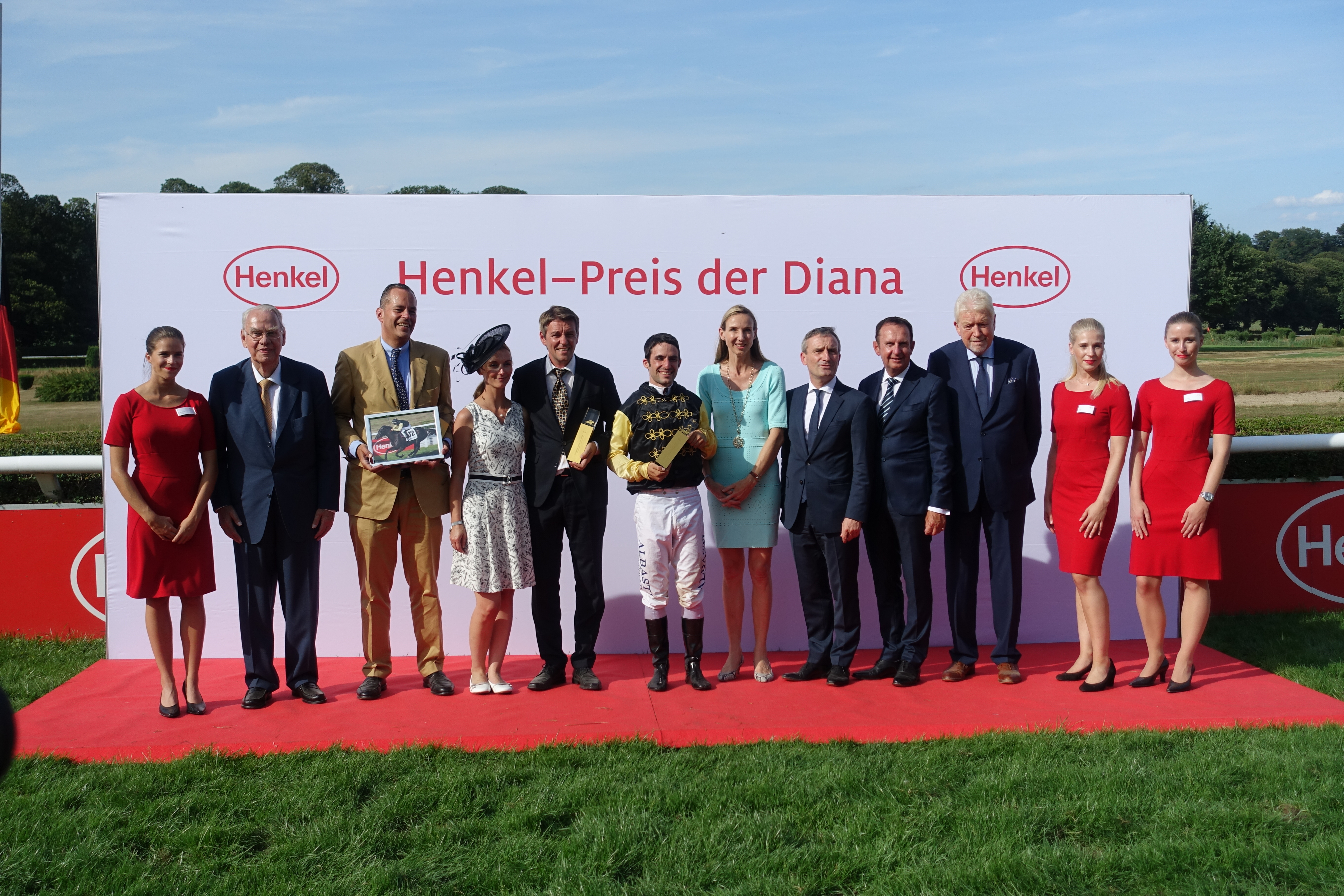
Siegerehrung
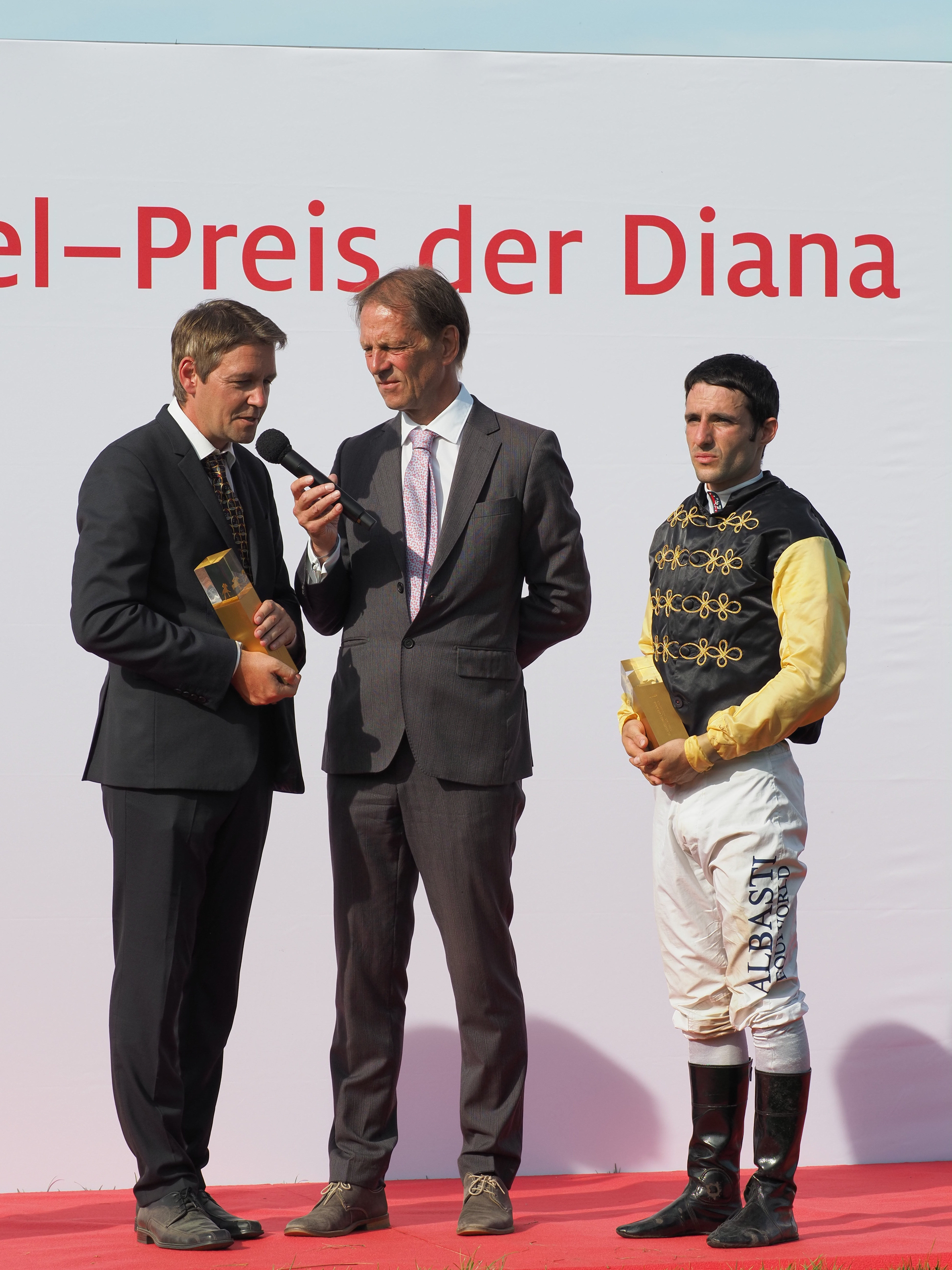
Interview mit Trainer Markus Klug
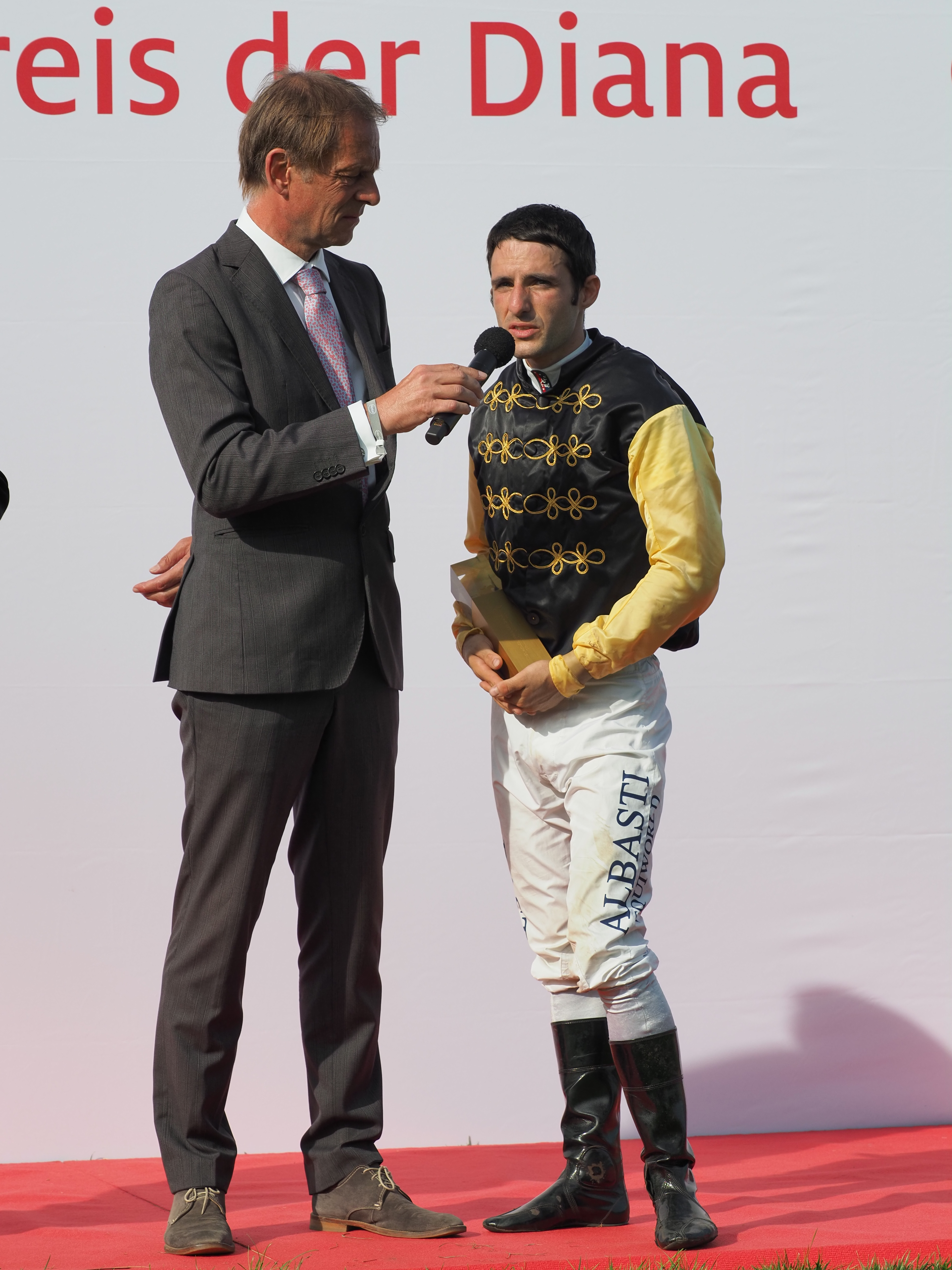
Interview mit Jockey Maxim Pecheur
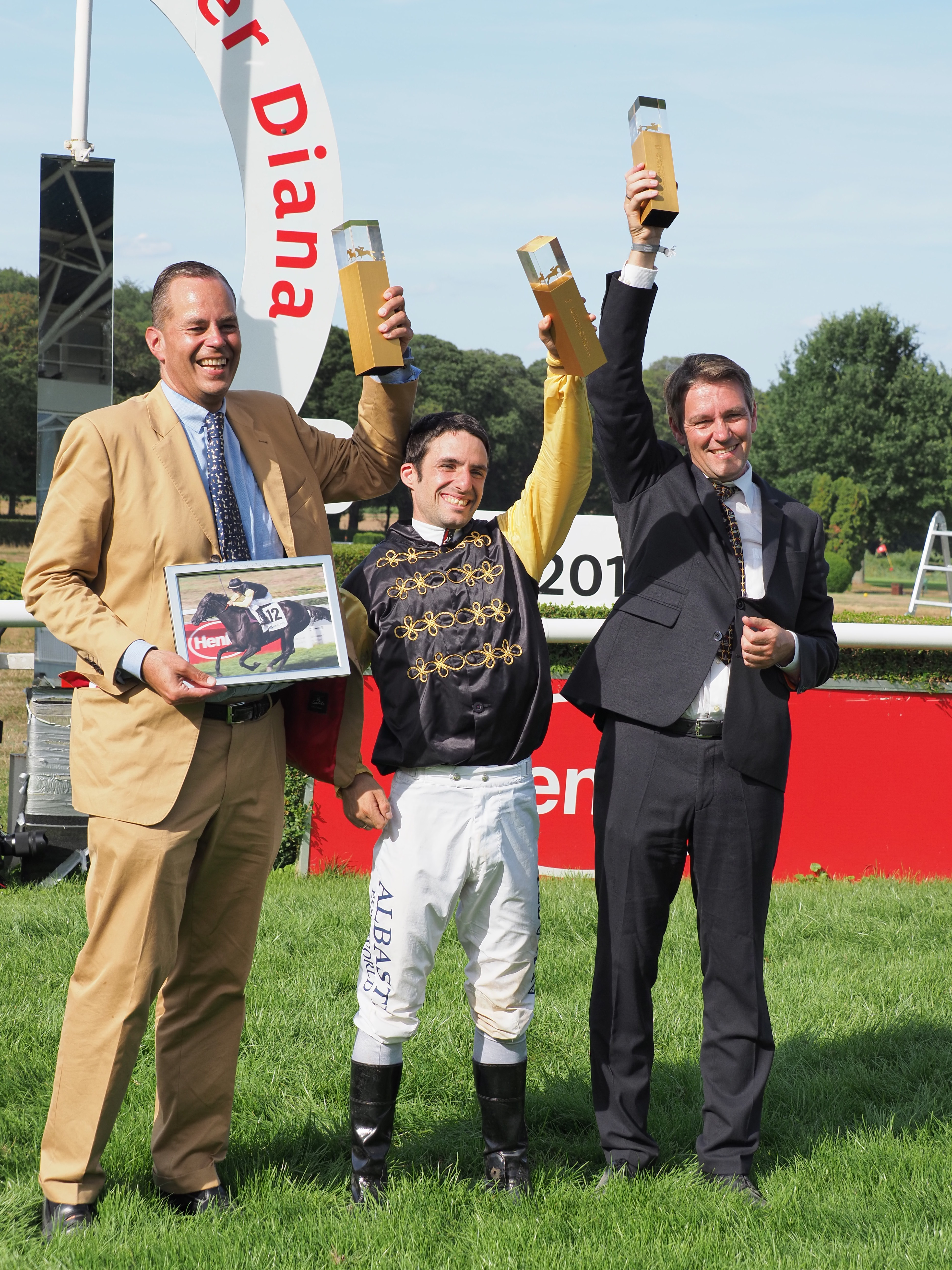
Das Siegerteam